# 湖南理工学院

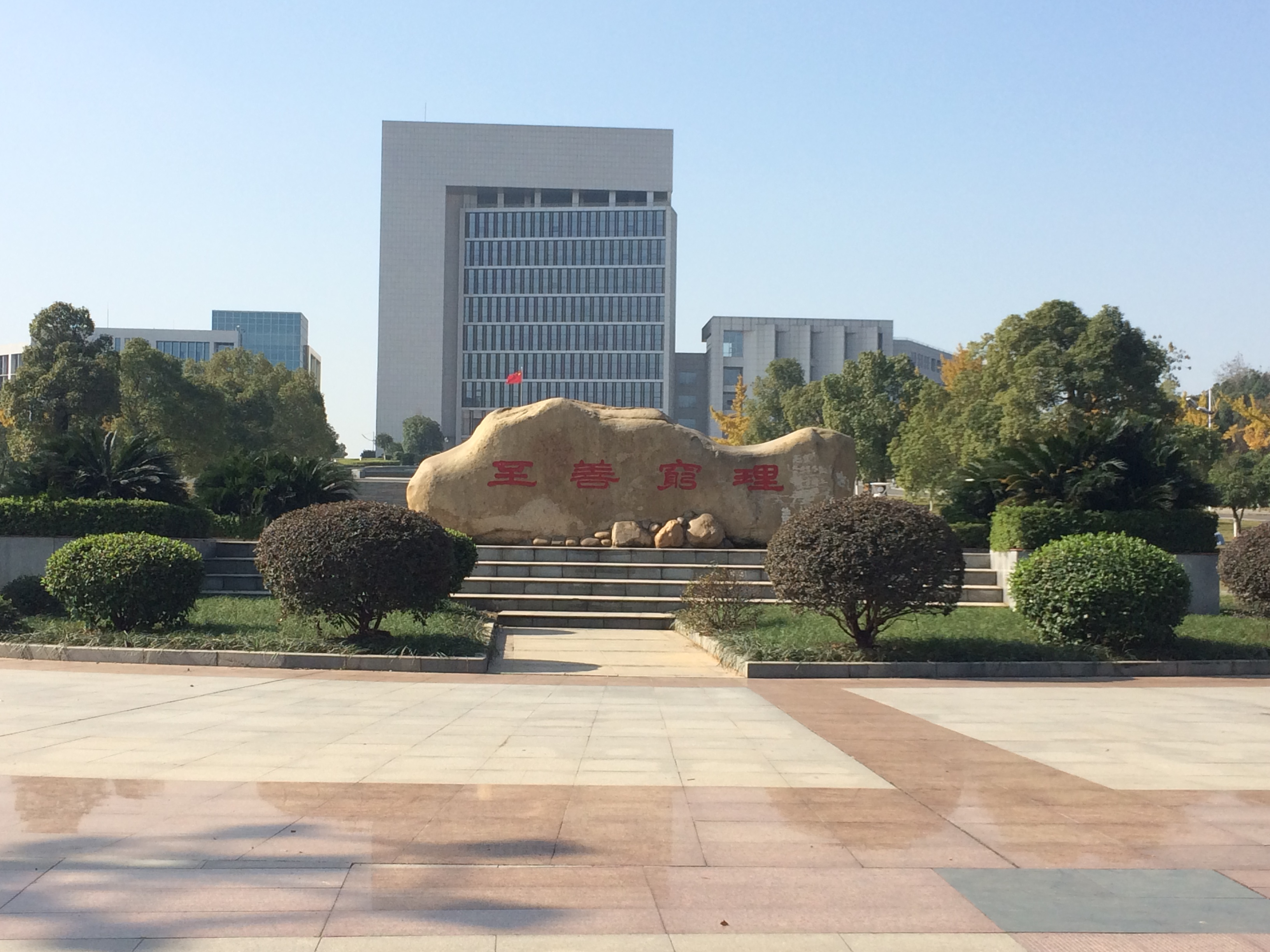
湖南理工学院新图书馆。

湖南理工学院是中华人民共和国湖南省岳阳市的一所全日制本科高校。

## 历史沿革
学校自称肇始于1910年成立的湖滨大学|湖南理工大学:89。
中华人民共和国成立后，学校先后更名为“长沙区立师范学校”、“湘潭区立师范”。1953年更名“岳阳师范学校”。1970年更名岳阳地区师范学校:73。
1972年8月，湖南师范学院岳阳分院在岳阳地区师范学校的基础上成立。1978年，该校更名为岳阳师范高等专科学校:89。
1999年岳阳师范高等专科学校与1985年成立的岳阳大学（专科）及岳阳教育学院合并并升格为岳阳师范学院。
2003年再易名为湖南理工学院。
2025年2月21日，经中华人民共和国教育部批准，原属湖南理工学院管理的独立学院湖南理工学院南湖学院脱离该校管理，并转设为民办普通高等学校岳阳学院，由岳阳市城投教育投资有限公司全资持有。
2025年湖南省教育厅公示，学校拟更名湖南理工大学。

## 院系设置
- 数学学院：数学与应用数学、信息与计算科学
- 计算机学院：计算机科学与技术、网络工程、软件工程
- 物理与电子信息学院：物理学、电子科学与技术、光电子技术科学
- 机械工程学院：机械设计制造及其自动化、材料成型及控制工程、机械电子工程、汽车服务工程
- 化学化工学院：制药工程、生物工程、应用化学、化学、化学工程与工艺
- 土木建筑工程学院：土木工程、工程管理、建筑学、历史建筑保护工程、城市规划
- 经济与管理学院：国际经济与贸易、人力资源管理、会计学、工商管理、电子商务、旅游管理
- 中国语言文学学院：汉语言文学（师范）、汉语言文学（文化传播）、秘书学
- 外国语言文学学院：英语（师范）、朝鲜语（韩语）、商务英语、翻译
- 政治与法学学院：法学、思想政治教育、公共事业管理
- 新闻传播学院：新闻学、广告学、网络与新媒体
- 信息与通信工程学院：电子信息工程、通信工程、信息工程、自动化、电气工程及其自动化
- 音乐学院：音乐学、舞蹈学、舞蹈表演
- 体育学院：体育教育、社会体育指导与管理
- 美术学院：美术学、环境设计、视觉传达设计、服装与服饰设计
- 公共社科理论教学部
- 公共外语教学部
- 公共体育艺术教学部
- 南湖学院：文学与法学系（法学、广告学、汉语言文学）、外国语言文学系、经济与管理系、机械与电子工程系、建筑与化学工程系、音乐系、体育系、美术系
- 成教学院